# Wilm Huygen
Wilm Huygen (* 1979 in Engelskirchen) ist ein deutscher Filmemacher.

## Leben
Wilm Huygen studierte in Köln und Rom Theater-, Film- und Fernsehwissenschaften. Nach einem dreijährigen, bis 2009 erfolgten Studium an der Kunsthochschule Köln legte er mit Der schwule Neger Nobi seinen Abschlussfilm vor. Huygen drehte unter anderem in Afrika und übernahm die Rollen Regie, Drehbuch, Kamera, Schnitt, Ton, Produzent. 
Huygen lebt und arbeitet in Köln.

## Filmografie
- 2005: Ein Mann, ein Tisch (Kurzfilm)
- 2008: knallbunt & zuckersüß (Kurzfilm)
- 2009: Der schwule Neger Nobi (Dokumentarfilm, 60 Minuten)
- 2009: Gottes Drive-In (Kurzfilm)
- 2014: Tour du Faso (Dokumentarfilm, 90 Minuten)
- 2018: Das Erbe der Römer (Dokureihe, 5 × 26 Minuten)
- 2021: mit Andreas Fröhlich 30 Jahre Brings - Su lang mer noch am lääve sin (Dokumentarfilm, 45 Minuten)
- 2021: mit Andreas Fröhlich Brings - Nix för lau (Kino-/Dokumentarfilm, 86 Minuten)
- 2022: Krieg, nein Danke! Dokumentarfilm, 45 Minuten, in der Reihe WDR „Heimatflimmern“